# 鐮鰭狗母魚
鐮鰭狗母魚，為輻鰭魚綱仙女魚目合齒魚亞目合齒魚科的其中一種，分布於中東太平洋的夏威夷群島海域，棲息深度79-115公尺，體長可達12.5公分，為底棲性魚類，屬肉食性，生活習性不明。